# Albrecht von Seckendorff
Christoph Albrecht Freiherr von Seckendorff-Aberdar (* 12. Juni 1748 in Erlangen; † 5. September 1834 in Wonfurt) war ein Politiker, Diplomat und Beamter in Diensten der beiden fränkischen Markgraftümer Brandenburg-Ansbach, des Herzogtums Württemberg und des Kurfürstentums Baden (später Großherzogtums Baden).

## Herkunft und Familie
Seckendorff stammt aus dem alten fränkischen Adelsgeschlecht derer von Seckendorff–Aberdar.
Seckendorff war eines von 14 Kindern des Wilhelm Johann Friedrich von Seckendorff-Aberdar und der Sophia Friederica Henriette von Lüchau. Der Dichter Karl Siegmund von Seckendorff war einer seiner Brüder.
Seckendorff heiratete am 3. März 1775 Karoline Stiebar von Buttenheim, mit der er zwei Töchter und drei Söhne hatte, die das Erwachsenenalter erreichten:
- Franz Karl Leopold  (1775–1809)
- Julie Karoline Henriette (1778–1837) ⚭ Karl Alexander Sigmund von Seckendorff–Aberdar
- Maximilian Friedrich (1780–1841) ⚭ Julie Flora Leopoldine Maria von Delaing
- Maria Anna Therese Sophie (1783–1838) ⚭ Karl Christian Ernst von Bentzel-Sternau
- Ludwig Carl (1787–1834) ⚭ 1830 Leonore Sophie Charlotte Oertel (1803–1873)

## Leben
1768 bis 1770 absolvierte er seine höhere Ausbildung mit juristischen und kameralistischen Studien an der Universität Straßburg.

### In Diensten des Markgrafen von Brandenburg-Ansbach
1770 trat er in die Dienste des Markgrafen Karl Alexander von Brandenburg-Ansbach, der ihn 1773 zum Geheimen Regierungsrat ernannte. Während einer Studienreise nach England schloss er für den Markgrafen 1776 einen Subsidienvertrag mit dem Königreich England ab. Der Markgraf überließ den Engländern zwei Regimenter gegen Entgelt. Die Truppen wurden im Amerikanischen Unabhängigkeitskrieg eingesetzt und hatten hohe Verluste — insbesondere in der Schlacht bei Yorktown.
Aufgrund seiner Kenntnisse im Finanz- und Kameralwesen wurde er 1781 zum „untergebürgischen“ Kammer- und Regierungspräsidenten und im Oktober 1786 zum wirklichen geheimen Minister mit Sitz und Stimme ernannt. Es gelang ihm die zerrütteten Finanzen des Landes in Ordnung zu bringen.
Nachdem 1787 Elizabeth Craven als dessen Mätresse zum Markgrafen nach Ansbach gezogen war, kam es zu Konflikten und Seckendorff wurde aus den Diensten des Markgrafen entlassen. In ihren 1826 erschienenen Memoiren beschuldigte Craven Seckendorff der Unterschlagung von Geldern aus dem Subsidien-Handel mit England. Seckendorff zog sich zunächst auf sein Gut Wonfurt zurück, suchte aber nach einer Anstellung als Diplomat.

### Württembergischer Gesandter in Regensburg
Im April 1788 trat er in die Dienste des Herzogs Carl Eugen von Württemberg als württembergischen Komitialgesandter beim Reichstag in Regensburg bis September 1803. Neuer württembergischer Gesandter wurde Johann Karl Christoph von Seckendorff. Am 2. März 1790 erhielt er den Churfürstlich-Württembergischen Grossen Ritter-Orden.

### In badischen Diensten
Im Dezember 1804 kehrte er als nunmehr badischer Gesandter nach Regensburg zurück, wo er Nachfolger von Johann Eustach von Görtz wurde. Aufgrund früherer anti-österreichischer Äußerungen Seckendorffs holte sich die badische Regierung vor seiner Berufung jedoch erst noch das Einverständnis des österreichischen Außenministers Graf Johann Ludwig von Cobenzl ein.
Er nutzte seine Verbindungen am Hof um seinem Schwiegersohn, Karl Christian Ernst von Bentzel-Sternau, eine Anstellung in badischen Diensten zu verschaffen.
Im Mai 1806 wurde Seckendorff nach Karlsruhe berufen, um an Stelle des bei Napoleon in Ungnade gefallenen Markgrafen Ludwig die Leitung des Finanzministeriums zu übernehmen. Aufgrund des Widerstands am Hof gegen seine Reformpläne verzichtete er aber auf dieses Amt schon nach wenigen Wochen.
Seckendorff unterzeichnete nach Gründung des Rheinbundes am 1. August 1806 für Baden die Erklärung der Rheinbundes-Staaten über ihren Austritt aus dem Reiche die gleichzeitig von den Reichstagsgesandten der anderen Rheinbundstaaten unterzeichnet wurde. und wirkte nach der Konstituierung des Rheinbundes als großherzoglicher Gesandter beim Bundestage in Frankfurt am Main und am Hof des Fürstprimas Karl Theodor von Dalberg.
„Einer erneuten Einladung zum Eintritte in das badische Ministerium, die in der Krisis des Frühjahres 1809 an ihn erging, leistete er keine Folge, sondern verblieb auf seinem Frankfurter Posten bis zum Zusammenbruche der napoleonischen Herrschaft ....“
Im Februar 1814 übernahm er auf Wunsch des Großherzogs Karl noch einmal als Staats- und Finanzminister die Führung der badischen Finanzverwaltung. Unzufrieden mit der Behandlung seiner Reformvorschläge durch den Großherzog trat Seckendorff jedoch schon im Mai 1815 wieder zurück.
Er zog sich auf sein Gut in Wonfurt zurück, wo er am 5. September 1834 verstarb.

### Der Reichsritterhauptmann
Durch den Besitz des Rittergutes Wonfurt gehörte Seckendorff zum Ritterkanton Baunach des fränkischen Ritterkreises der Reichsritterschaft. Von 1790 bis zu dessen Mediatisierung im Jahr 1806 war er dessen letzter Ritterhauptmann. Der Ritterkreis Franken erklärte mit seinen sechs Kantonen am 20. Januar 1806 dem Reichstag in Regensburg seine Auflösung, nachdem zuvor bayerische Truppen die ritterschaftlichen Territorien besetzt hatten.

## Werke
- Die bekannten Schlüsse der französischen Nationalversammlung : (Rede an die Reichsversammlung), Regensburg 1791 Digitalisat